# Aphiloscia humicola
Aphiloscia humicola là một loài chân đều trong họ Philosciidae. Loài này được Ferrara, Paoli & Taiti miêu tả khoa học năm 1994.